# Slabaș, Mostîska
Slabaș (în ucraineană Слабаш) este un sat în comuna Tvirja din raionul Mostîska, regiunea Liov, Ucraina.

## Demografie
Componența lingvistică a localității Slabaș
     Ucraineană (100%)
Conform recensământului din 2001, toată populația localității Slabaș era vorbitoare de ucraineană (100%).